# معبد هاچیمان

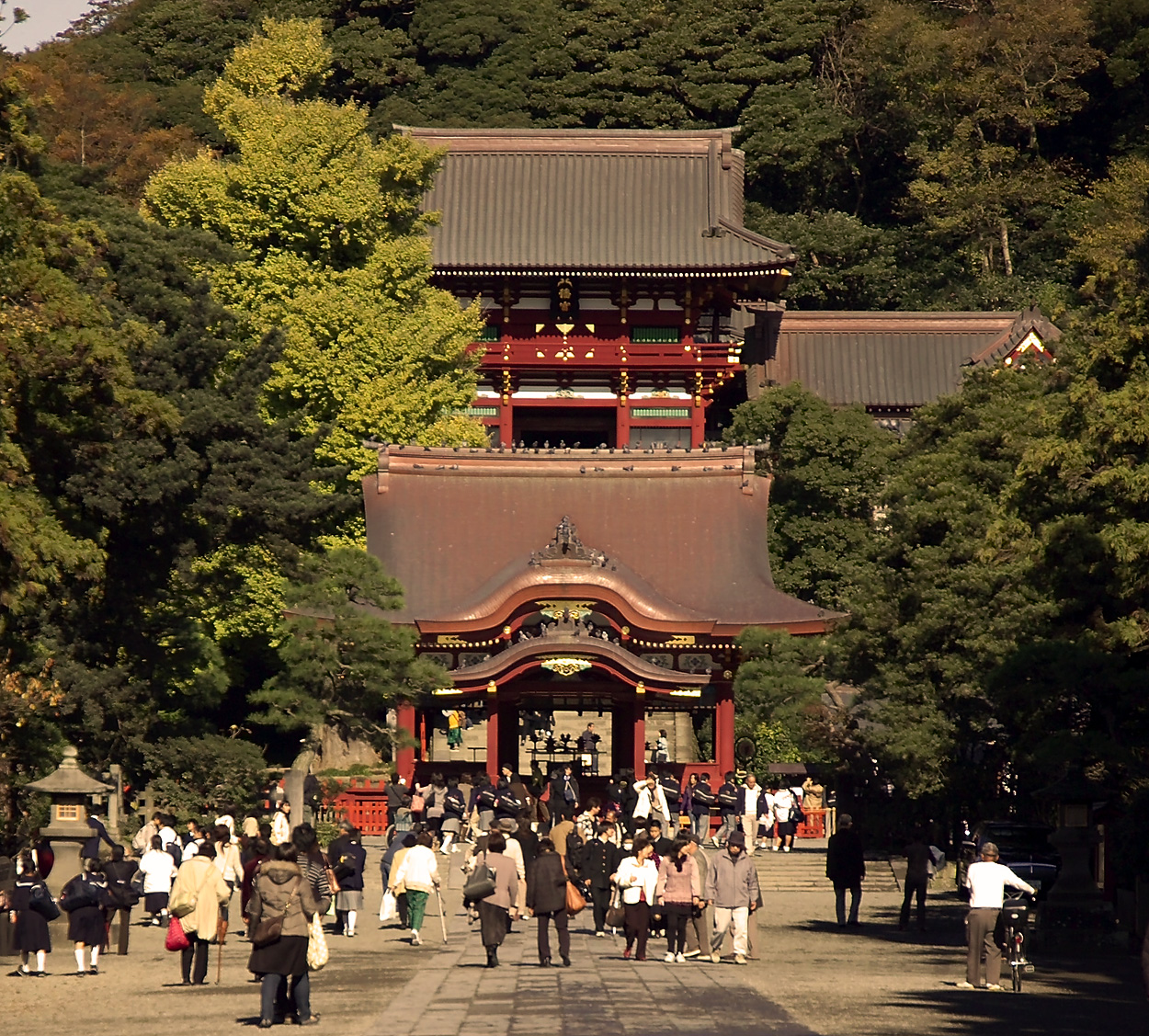
معبد تسوروگائوکا هاچیمانگو در کاماکورا

معبد هاچیمان (به ژاپنی: 八幡神社 Hachiman Jinja, Hachimangū) یک معبد شینتویی اختصاص یافته به کامی هاچیمان است. از نظر تعداد این دومین معبد شینتویی پس از معابدی است که به کامی ایناری اختصاص داده شده و معبد ایناری نامیده می‌شود.